# Bitwa pod Kutną Horą
Bitwa pod Kutną Horą – starcie zbrojne, które miało miejsce 21 grudnia 1421 roku podczas drugiej krucjaty w okresie wojen husyckich.
Przyłączenie się władz miasta Kutná Hora do husytów było wielkim zaskoczeniem dla Zygmunta Luksemburczyka, gdyż miasto to w większości zamieszkiwali katolicy. Koncentrujący swą armię na Morawach Zygmunt Luksemburczyk ruszył, by odzyskać panowanie nad utraconym miastem. By temu zapobiec Jan Žižka także ruszył w kierunku Kutnej Hory.
Panowanie nad miastem Kutna Hora było istotne dla obu stron konfliktu, gdyż miasto to zajmowało strategiczną pozycję we wschodnich Czechach, kontrolując przepływ srebra wydobywanego w okolicznych kopalniach. Dowodzeni przez Jana Žižkę husyci dla obrony tej ważnej miejscowości przed wojskami Zygmunta Luksemburskiego skoncentrowali w Kutnej Horze siły wielkości 12 tys. żołnierzy. Armia ta wraz z wozami okopała się tworząc prostokąt, którego tyły oparte zostały o mury miasta.
Armia katolicka liczyła 50 tys. żołnierzy, choć niektóre źródła mówią aż o 100 tys. żołnierzy, głównie Niemców i Węgrów. Siłami węgierskimi w liczbie 15 tys. żołnierzy dowodził włoski kondotier Pippo Spano (Filippo Scolari).
Wojska Luksemburczyka rozpoczęły bitwę po uprzednim zajęciu pozycji naprzeciw trzech boków prostokąta husyckiego chronionych przez wozy taborowe. Przed frontem husytów stanęli Węgrzy i to głównie oni z początku zaangażowani byli w walkę z oblężoną armią. Walki, podczas których husycka artyleria skutecznie odpierała węgierskie ataki, trwały do zmierzchu. Husyckie zapiski mówią o dużych stratach, jakie ich artyleria, pomimo dużej odległości, zadała atakującym Węgrom. Inne źródła milczą na temat skuteczności husyckich dział. Zdumiewającą bezczynność pozostałych (głównie niemieckich) oddziałów tłumaczy się tym, że Zygmunt Luksemburski czekał na wyniki działań konspiracji utworzonej w mieście Kutna Hora przez jego zwolenników. O zmierzchu wojska katolickie zaatakowały pozycje husyckie położone na zachodnich wzgórzach. W tym samym czasie część węgierskiej jazdy obeszła znajdujące się na prawym skrzydle husyckie tabory i ruszyła do najbardziej oddalonej od husytów północnej bramy miejskiej. Na ustalony znak zwolennicy Luksemburczyka otworzyli bramę. Wtargnięcie jazdy węgierskiej do miasta zapoczątkowało masakrę husyckich zwolenników w mieście. Ponieważ stronnicy Luksemburczyka zabezpieczyli wszystkie bramy, Jan Žižka nie był w stanie przyjść mordowanym w mieście husytom z pomocą. Wraz z zapadnięciem nocy wojska husyckie, otoczone przez wrogów ze wszystkich stron, znalazły się w niezwykle trudnej sytuacji.
O świcie następnego dnia Jan Žižka dzięki zamontowanym na wozach taborowych działom wydostał swą armię z potrzasku i ruszył na północ, zatrzymując się dopiero w Kolínie. Zaskakująca jest łatwość, z jaką armia husycka przebiła się przez oblegające ją wojska katolickie. Podejrzewa się, że przyczyną tego mogła być dezorganizacja panująca w wojskach Luksemburczyka spowodowana wczesną porą ataku oraz tym, że został on przeprowadzony na tyle blisko obozu monarchy, by sparaliżować łańcuch decyzyjny nieprzyjaciela. Kolejnym czynnikiem, który ułatwił husytom przebicie się, mogło być znaczne rozproszenie sił katolickich spowodowane dużym obszarem, na którym obozowały, co utrudniło im szybką reakcję na niespodziewany atak. Zygmunt Luksemburski nie ścigał wycofujących się husytów, lecz zabezpieczył miasto Kutna Hora, a następnie rozproszył swe wojska na zimowe kwatery, spodziewając się, że husyci uczynią podobnie.